# Nebelkerze 39
Die Nebelkerze 39 (kurz: Nb. K. 39) war eine Rauchgranate der Wehrmacht im Zweiten Weltkrieg.

## Technische Daten
Die Nebelkerze 39 bestand aus einem luft- und wasserdichten, zylindrischen Blechbehälter. Dieser war mit einer festen Nebelmasse, einem Gemisch aus Zinkpulver und Hexachlorethan, gefüllt. Der Blechbehälter war durch einen Deckel und Boden fest verschlossen. Zur Kennzeichnung als Nebelmittel war der Behälter mit einem weißen Farbstreifen rund um den Mantel und der Aufschrift NB K 39 in weißen Buchstaben gekennzeichnet. Im Boden befand sich die Öffnung für das Zündladungsröhrchen und zwei verlötete Nebelabzugslöcher. In das Zündladungsröhrchen wurde das Zündmittel eingebracht, im Falle der Nebelkerze 39 war dies die Zündladung N 4 und der Zündschnuranzünder 29 oder 39. Um die Nebelkerze tragen zu können, befand sich am Deckel ein kleiner Tragegriff.
Die Zündschnuranzünder 29 oder 39 waren Reißzünder ohne Verzögerung. Fertig gemacht wurde die Nebelkerze, indem man die Zündladung N 4 in das Zündladungsröhrchen einbrachte und danach den Zündschnuranzünder festschraubte. Durch herausziehen der Zündschnuranzünder wurde die Nebelkerze gezündet und es entstand ein Nebel aus Zinkchlorid. Das Nebeln begann nach circa drei bis fünf Sekunden. Die Nebeldauer betrug zwischen vier bis sieben Minuten. Transportiert werden konnten zwölf Nebelkerzen und die dazugehörigen Zündmittel im Transportkasten für Nebelkerzen.

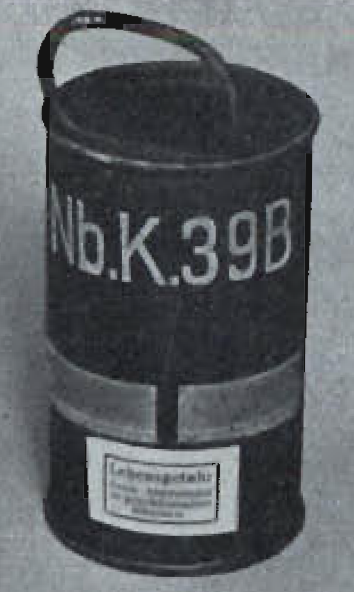
Die Nebelkerze 39 B.
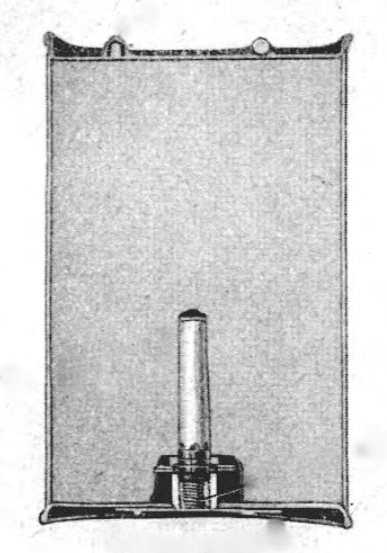
Die Nebelkerze im Querschnitt.
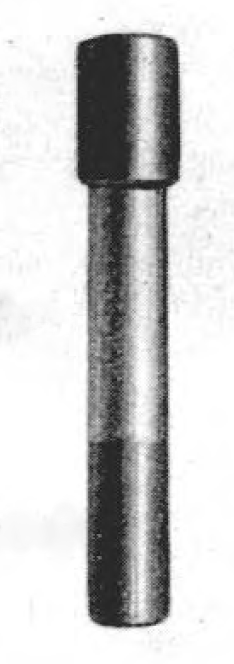
Zündladung N 4

## Einsatz
Die Nebelkerze diente besonders zur Vernebelung bei laufenden Gefechten. Hierbei sollte der Nebel entweder zur eigenen Tarnung oder zum Blenden des Feindes genutzt werden. Durch den Einsatz von mehreren Nebelkerzen zeitgleich und günstigen Wind konnte eine große Nebelwand erzeugt werden.